# Liste der Kulturgüter in Hallwil
Die Liste der Kulturgüter in Hallwil enthält alle Objekte in der Gemeinde Hallwil im Kanton Aargau, die gemäss der Haager Konvention zum Schutz von Kulturgut bei bewaffneten Konflikten, dem Bundesgesetz vom 20. Juni 2014 über den Schutz der Kulturgüter bei bewaffneten Konflikten sowie der Verordnung vom 29. Oktober 2014 über den Schutz der Kulturgüter bei bewaffneten Konflikten unter Schutz stehen.
Objekte der Kategorie A sind im Gemeindegebiet nicht ausgewiesen, Objekte der Kategorie B sind vollständig in der Liste enthalten, Objekte der Kategorie C fehlen zurzeit (Stand: 1. Januar 2023).

## Kulturgüter
| Foto |                                                      | Objekt                                | Kat. | Typ | Standort                         | Beschreibung |
| ---- | ---------------------------------------------------- | ------------------------------------- | ---- | --- | -------------------------------- | --- |
| BW   | Datei hochladen · Wikidata zu Haus Herti (Q29576155) | Haus Herti mit Scheune KGS-Nr.: 15417 | B    | G   | Haldenweg 52/53 655832 / 242197  | 1797 erbautes Bürgerhaus unter Satteldach mit angebauter, zurückversetzter Scheune. Fünfachsige Hauptfassade mit Stichbogenfenstern und Freitreppe.                                                |
| ja   | Datei hochladen · Wikidata zu Schulhaus (Q29576160)  | Schulhaus KGS-Nr.: 15418              | B    | G   | Seetalstrasse 96 655813 / 242257 | 1906 erbautes Schulgebäude im Neobarockstil mit farbenfrohem Jugendstil-Zierrat. Energisch gegliederter Baukörper ruht unter mächtigem Mansarddach. Dachpartie mit Giebelründen und Schweifgiebel. |